# پیروگی
پیِروگی Pirogge نوعی غذاست که از خمیر و یک عامل ورآورنده برای لایه بیرون آن استفاده می‌شود و داخل آن با توجه به منطقه مصرف آن می‌تواند با سیب زمینی، گوشت چرخ کرده، پنیر خرد شده، پنیر مزرعه سفید، بیکن، قارچ، کلم سفید، اسفناج، سوسیس، کلم ترش و میوه یا دیگر مواد پر شده و سپس در روغن یا کره سرخ می شود یا در آب جوشانده می‌شود. به عنوان پیش غذا، غذای اصلی، دسر (همراه با چای) می تواند سرو شود.
پیروگی بخش محبوب وعده های غذایی جشن است، اما همچنین به عنوان فست فود توسط غرفه های غذایی نیز عرضه می شود. 
پیروگی در لهستان ، جمهوری چک ، اسلواکی ، اوکراین ، بلاروس ، روسیه و سایر کشورهای اسلاوی و همچنین در مجارستان ، کشورهای بالتیک، فنلاند و آسیای مرکزی متداول است.  مهاجران اوکراینی آنها را به یک غذای بسیار پرطرفدار در کانادا تبدیل کردند، جایی که می توان آنها را با مواد داخلی مختلف در فریزرهای هر سوپر مارکتی یافت.
در آلمان، آنها عمدتاً از غذاهای آلمانی-بالتیکی شناخته می شوند و در اکثر سوپرمارکت ها به‌صورت آماده طبخ وجود دارند.